# کیت هورنسی
کیت هورنسی (انگلیسی: Kate Hornsey; ۱۹ اکتبر ۱۹۸۱ – ) قایقران روئینگ اهل استرالیا بود.
وی در مسابقات کشوری و بین‌المللی در مجموع برندهٔ ۳ مدال طلا، ۳ مدال نقره، ۲ مدال برنز شده‌است.